# 中华碘泡虫
中华碘泡虫（学名：Myxobolus sinensis）为碘泡科碘泡虫属的动物。在中国，分布于广东等，营寄生生活，寄生在肠粘液（斑鳢）、脾、肾、胃（鲮）。
其种加词“sinensis”意为“中华的”。